# Randhir Singh di Bharatpur
Randhir Singh (Bharatpur, ... – Bharatpur, 1823) fu maharaja di Bharatpur dal 1805 al 1823.

## Biografia
Randhir Singh ascese al trono dopo la morte di suo padre, il maharaja Ranjit Singh nel 1805. Tentò di migliorare l'amministrazione dello stato in vari modi: abolì il grande esercito istituito dal suo predecessore che stava creando non pochi problemi di ordine pubblico interno per i ritardi nei pagamenti da parte dello stato; ridusse inoltre le tasse in tutto il territorio del proprio regno.
Si alleò inoltre con gli inglesi per ridurre il terrore provocato dai Pindari. Fece costruire un chhatri ed un palazzo alla memoria di suo padre.
Singh morì senza eredi maschi nel 1823 e venne pertanto succeduto dal fratello minore, il maharaja Baldeo Singh.